# 岩国寿司

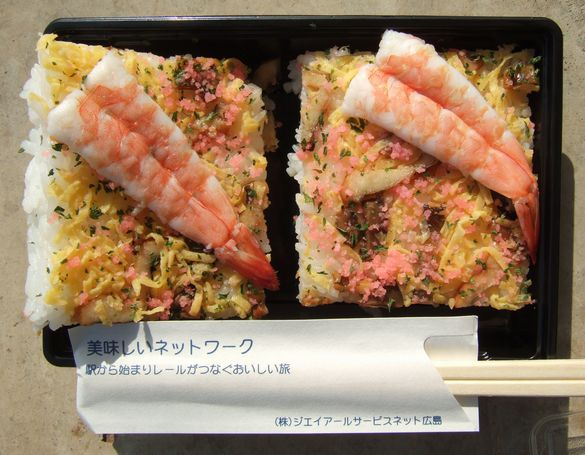
岩国寿司の一例 海老は後乗せ

岩国寿司（いわくにずし）とは山口県岩国市周辺で作られる押し寿司の一種。
岩国藩初代藩主の吉川広家が合戦に備えて作らせた保存食が町民にも広がったという説もあり、「殿様寿司」とも言われる。
地元では「角ずし」と呼ばれることも多いが、広島地域で食べられる角寿司とは若干製法が異なる。

## 起源
岩国藩初代藩主の吉川広家が合戦に備えて作らせた保存食が町民にも広がったという説のほか、椎尾八幡宮で33年に一度開かれる神幸祭の際に岩国藩が「祭り当日は火の用心のため、陽が出ている間は煙を出してはいけない」とのお触れを出していたことから、保存できる寿司を作ったことを起源とする説がある。
今から約380年前、岩国藩で収穫された米と蓮根に野菜を配し、近海の魚の身を入れ、保存食にするため味付けを寿司にしたものである。
保存食とした理由は、山城であり、水が確保できない岩国城においての合戦に備えるためであった。

## 製法・特徴

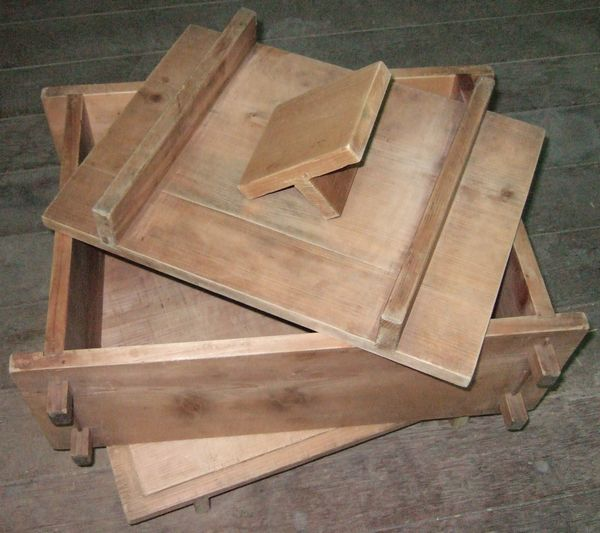
岩国寿司を製造する為の型枠（木枠）
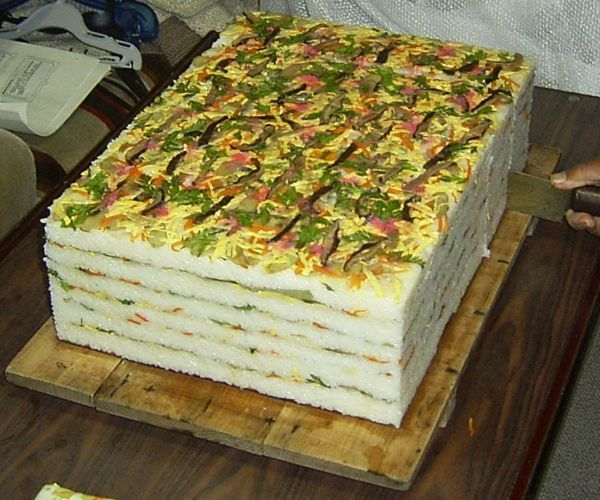
切り分け作業中の岩国寿司

大きな木枠の中に、酢飯の上に春菊などの青菜、岩国名産の蓮根、椎茸、錦糸卵などをのせ、これを何層にも重ね、サンドイッチ状にし、重石でしばらく押し固め、木枠を抜いて、一人前サイズに切り分ける作り方である。
できあがった大きな押し寿司を一人前ずつに切り分けて供するため、岩国では人の集まるハレの日に欠かせない伝統料理となっている。
錦糸卵などで彩られ、切り分けた後でエビなどを後のせすることもあり、見た目はちらし寿司風であり、できあがりの見た目が鮮やかである。